# Fernando Argenta
Pour les articles homonymes, voir Argenta.
Fernando Martín de Argenta Pallarés, né le 4 juillet 1945 à Madrid et mort le 3 décembre 2013 à Boadilla del Monte (à 68 ans), est un journaliste, écrivain, musicien et présentateur de télévision et de radio espagnol.
Il est le fils du chef d'orchestre et pianiste Ataúlfo Argenta.
En 2003, il reçoit la Médaille d'or du mérite des beaux-arts par le Ministère de l'Éducation, de la Culture et des Sports.